# Tinea gypsomicta
Tinea gypsomicta är en fjärilsart som beskrevs av Edward Meyrick 1931. Tinea gypsomicta ingår i släktet Tinea och familjen äkta malar. Inga underarter finns listade i Catalogue of Life.